# Distrikt Luya Viejo
Der Distrikt Luya Viejo ist einer der 23 peruanischen Distrikte, welche die Provinz Luya bilden.
Sie grenzt im Norden an den Distrikt Santa Catalina, im Süden an den Distrikt Luya und im Westen an den Distrikt Conila.
Offiziell wurde der Distrikt am 22. November 1918 gegründet. Er beherbergte im Jahr 2017 409 Bewohner. Die Distriktverwaltung befindet sich in dem Dörfchen Luya Viejo.
Das Dorffest wird am 30. August begangen.